# August von der Goltz (Staatsmann)
August Friedrich Ferdinand Graf von der Goltz (* 20. Juli 1765 in Dresden; † 17. Januar 1832 in Berlin) war ein preußischer Staatsmann.

## Herkunft
August entstammte dem Adelsgeschlecht von der Goltz. Seine Eltern waren der kursächsische Oberst, Direktor der Feuer-Sozietätskasse und Landschaftskasse Carl Friedrich Graf von der Goltz und dessen Frau Anna Maria, geborene von Rummel (1735–1809). Der russische Feldmarschall-Leutnant Heinrich von der Goltz war sein Urgroßvater.

## Leben
Goltz studierte in Leipzig und Frankfurt (Oder). 1787 trat er in den preußischen Staatsdienst ein und bekleidete nacheinander die Gesandtschaftsposten in Polen, Dänemark, Schweden und Russland.
1807 folgte er dem Zaren Alexander I. in das Hauptquartier nach Ostpreußen und übernahm, als Napoleon bei den Friedensunterhandlungen in Tilsit die Zuziehung des Ministers Karl August von Hardenberg verweigerte, das Portefeuille des Auswärtigen, worauf er gemeinschaftlich mit dem Grafen Friedrich Adolf von Kalckreuth den Tilsiter Frieden abschloss.
1808 wohnte er dem Kongress von Erfurt als preußischer Bevollmächtigter bei, wo er eine Senkung der Kontributionszahlungen an Frankreich um 20 Millionen Franken erwirkte.
Auch unter Hardenberg behauptete er sich auf seinem Posten und schloss 1812 die Verträge mit Frankreich ab. Er erwarb das von Preußen 1810 säkularisierte Klostergut Würben bei Schweidnitz in Schlesien. Beim Beginn des Befreiungskriegs blieb er als Präsident der Regierungskommission in Berlin, wurde nach dem ersten Pariser Frieden Oberhofmarschall, 1816 Gesandter am Bundestag und 1817 Staatsrat. 1824 vom Bundestag abberufen, trat er wieder als Oberhofmarschall ein.

## Familie
Er war seit 1796 mit Juliane Louise von Schack in deren zweiter Ehe verheiratet. Sie war die Witwe von Heinrich Siegmund von Czettritz und Neuhaus († 1787), von dem sie drei später gräflich verheiratete Töchter in die Ehe mitbrachte:
- Pauline Juliane Friederike (1781–1849)[3] ⚭ Nikolaus Heinrich Graf von Luckner (1781–1814, nach anderen Angaben 1824), Enkel des französischen Feldmarschalls Nikolaus von Luckner, 1805 geschieden
- Elisabeth Henriette Wilhelmine (1782–1864) ⚭ Friedrich August Burkhard Reichsgraf von Hardenberg (1770–1837)
- Adelaide Albertine Amalie (1784–1858), Oberhofmeisterin der Prinzessin von Preußen[4] ⚭ Hans Wilhelm Julius Graf von Schweinitz und Crain (1773–1814)

Das Ehepaar von der Goltz hatte überdies folgende Kinder:
- Auguste Maria Amalie Louise (1798–1837) ⚭ 1815 Mortimer von Maltzahn (1793–1843), preußischer Kammerherr und Gesandter in Wien
- Reinhold (1801–1802)